# 가천고등학교
가천고등학교(伽泉高等學校)는 경상북도 성주군 가천면 창천리에 있었던 공립 고등학교이다.

## 학교 연혁
- 1953년 4월 1일: 가천중학교 6학급 설립 인가
- 1953년 5월 26일: 개교식 거행
- 1974년 12월 27일: 가천고등학교 9학급 설립 인가
- 2015년 9월 1일: 제25대 손철원 교장 취임
- 2016년 2월 16일: 고등학교 제39회(17명) 졸업
- 2017년 2월 28일: 42년만에 폐교[1]

## 참고 자료
- 가천고등학교 - 한국교육학술정보원 학교알리미